# Dreamtime (album Toma Verlaine’a)
Dreamtime – drugi album Toma Verlaine’a wydany w 1981 przez wytwórnię Warner Bros. Materiał nagrano w „A & R Studios”, „RPM Studios” oraz „Penny Lane Studios” w Nowym Jorku.

## Lista utworów
1. „There's a Reason” (T. Verlaine) – 3:39
2. „Penetration” (T. Verlaine) – 4:01
3. „Always” (T. Verlaine) – 3:58
4. „The Blue Robe” (T. Verlaine) – 3:54
5. „Without a Word” (T. Verlaine) – 3:17
6. „Mr Blur” (T. Verlaine) – 3:24
7. „Fragile” (T. Verlaine) – 3:27
8. „A Future in Noise” (T. Verlaine) – 4:13
9. „Down on the Farm” (T. Verlaine) – 4:49
10. „Mary Marie” (T. Verlaine) – 3:25

CD 1994
1. „The Blue Robe” (alternate version) (T. Verlaine) – 4:17
2. „Always” (alternate version) (T. Verlaine) – 4:09

## Skład
- Tom Verlaine – śpiew, gitara, gitara basowa (2)
- Ritchie Fliegler – gitara (1, 2-12)
- Fred Smith – gitara basowa (1, 5, 6, 9)
- Donald Nossov – gitara basowa (3, 4, 7, 8, 10-12)
- Jay Dee Daugherty – perkusja (1, 2, 5, 6, 9)
- Rich Teeter – perkusja (3, 4, 7, 8, 10-12)
- Bruce Brody – instr. klawiszowe (2, 3, 10, 12)

produkcja
- Robert Clifford – inżynier dźwięku, mix
- David Chenkin – inżynier dźwięku
- John Terell – inżynier dźwięku
- Steve Ettinger – inżynier dźwięku
- Alan Varner – mix
- George Marino – mastering